# طبق خير
طبق خير، يُعرف أيضًا باسم باياسام، هو طبق حلو ونوع من البودنج الرطب شائع في شبه القارة الهندية، في الغالب يصنع عن طريق خليط من الحليب والسكر أو الجاجري والأرز يتم غليهِ، في بعض الأحيان يتم إستبدال الأرز بأحد الأنواع التالية: الدالس ، البرغل القمح أو الدخن أو التابيوكا أو الشعيرية أو الذرة الحلوة.

يُضاف للطبق على سبيل النكهة مثل جوز الهند المجفف ، والهيل ، والزبيب ، والزعفران ، والكاجو، والفستق، واللوز، أو غيرها من الفواكه الجافة والمكسرات، يصنف كطبق حلوى ضمن المطبخ الهندي. 

## أصل التسمية
كلمة خير مشتق من الكلمة السنسكريتية للحليب ( كشير). خير هو أيضًا الأسم القديم لبودنغ الأرز الحلو.

## الشعيريةباياسام
يعتبر طبق خير جزءًا من نظام الحمية الغذائي الهندي القديم.

## نشأت طبق خير
وفقًا لمؤرخ الطعام   K. T. Achaya فإن موطن هذا الطبق كما هو معروف جنوب الهند، وهو طبقًا شائعًا في الهند القديمة. ذُكر لأول مرة في الأدب الهندي القديم، كان مزيجًا من الأرز والحليب والسكر، وهي تركيبة بقيت لأكثر من ألفي عام.
كانت باياس أيضًا طعامًا أساسيًا في المعابد الهندوسية، على وجه الخصوص، وقد تم تقديمها كطعام براسادا ("براسادا" أو "براسادام" تعني "الرحمة" أو نعمة الله الإلهية) للمصلين في المعابد.

## وصلات داخلية
1. شبة القارة الهندية.

## وصلات خارجية
1. الهند https://www.britannica.com/place/India.